# Colonjes
Colonjes is een buurtschap in de Nederlandse gemeente Berg en Dal, gelegen in de provincie Gelderland. Het ligt vlak bij Groesbeek-Zuid richting Breedeweg. Bij de buurtschap ligt ook het gelijknamige wijngoed dat in 1999 gestart werd en 9 hectare beslaat.
Dorpen: Beek · Berg en Dal · Breedeweg · Erlecom · Groesbeek · Heilig Landstichting · De Horst · Kekerdom · Leuth · Millingen aan de Rijn · Ooij · Persingen · Ubbergen

Buurtschappen: Bisselt (deels) · De Bruuk · Colonjes · Dennenkamp · Dekkerswald · Dukenburg · Grafwegen · Groenlanden · Haukes · Holdeurn · De Kamp · Kerstendal · Lagewald · Meerwijk · De Muchter · Nieuwerf · De Plak · De Ploeg · Stekkenberg · Thorense Molen · Tiengeboden · Valkenlaagte · Het Vilje · De Vlietberg · Wercheren · Zeeland